# Triathlon aux Jeux panaméricains de 2019
Navigation
Édition précédente Édition suivante
Le triathlon des Jeux panaméricains de 2019 a lieu à Lima (Pérou) entre le 27 et le 29 juillet 2019. Trois épreuves sportives ont lieu : une masculine, une féminine et une en relais mixte.

## Palmarès
| Compétition | Or                | Argent         | Bronze                        |
| ----------- | ----------------- | -------------- | ----------------------------- |
| Hommes      | Crisanto Grajales | Manoel Messias | Luciano Taccone               |
| Femmes      | Luisa Baptista    | Vittoria Lopes | Cecilia Gabriela Pérez Flores |

| Place              | Pays    |
| ------------------ | ------- |
| Médaille d'or      | Brésil  |
| Médaille d'argent  | Canada  |
| Médaille de bronze | Mexique |